# Tricheremaeus abnobensis
Tricheremaeus abnobensis är en kvalsterart som beskrevs av Miko och H. Weigmann 2006. Tricheremaeus abnobensis ingår i släktet Tricheremaeus och familjen Eremaeidae. Inga underarter finns listade i Catalogue of Life.